# Fúchéng mí shì
Fúchéng mí shì (浮城谜事S, lett. "Il mistero della città galleggiante"), anche noto col titolo internazionale di Mystery, è un film del 2012 diretto da Lou Ye. È basato su un thread del popolare forum cinese Tianya Club intitolato "come ho punito il traditore e la sua amante" (看我如何收拾贱男与小三S, Kàn wǒ rúhé shōushí jiàn nán yǔ xiǎosānP) visionato da oltre un milione di utenti.

## Riconoscimenti
- 2012 - Festival di Cannes
  - In concorso per il premio Un Certain Regard